# Familiaal vermogensrecht
Het familiaal vermogensrecht (Frans: droit patrimonial familial; Duits: Familienvermögensrecht) is in het Belgisch recht een rechtstak binnen het burgerlijk recht die de vermogensrechtelijke aspecten regelt van het personen- en familierecht.

## Situering
Het familiaal vermogensrecht is een van de drie componenten van het burgerlijk recht (sensu stricto), naast het Vermogensrecht en het personen- en familierecht.

### Wetboeken
De voornaamste bron van het Belgisch familiaal vermogensrecht is het Burgerlijk Wetboek (BW) van 21 maart 1804. Met name zijn volgende delen relevant:
- voor het huwelijksvermogensrecht: de artikelen 203 tot 224 van het Oud Burgerlijk Wetboek (oud BW) en de artikelen 2.3.1 tot 2.3.88 BW;
- voor het wettelijk samenwoningsvermogensrecht: de artikelen 1475 tot 1479 oud BW;
- voor het erfrecht: de artikelen 4.1 tot 4.131 en 4.242 tot 4.266 BW;
- voor het giftenrecht: de artikelen 4.132 tot 4.142 BW.

Voor internationaalprivaatrechtelijke aangelegenheden is het Wetboek van internationaal privaatrecht van 16 juli 2004 de voornaamste rechtsbron, samen met de Huwelijksvermogensverordening, de Partnerschapsverordening en de Efrechtverordening.

### Bijzondere wetten
Eveneens zijn er enkele bijzondere wetten relevant, zoals:
- de wet van 2 februari 1983 tot invoering van een testament in de internationale vorm en tot wijziging van een aantal bepalingen betreffende het testament;
- de wet van 4 april 2014 betreffende de verzekeringen (Verzekeringswet).

## Subtakken
Het familiaal vermogensrecht omvat naar Belgisch recht drie subtakken, met name:
- het relatievermogensrecht, dat op zijn beurt uiteenvalt in het huwelijksvermogensrecht en het samenwoningsvermogensrecht;
- het erfrecht;
- het giftenrecht.

### Relatievermogensrecht

#### Huwelijksvermogensrecht

##### Primair huwelijksvermogensrecht
Het primair huwelijksvermogensrecht is geregeld in de artikelen 203 tot 224 van het Oud Burgerlijk Wetboek (oud BW).
Het huwelijk maakt de echtgenoten niet handelingsonbekwaam (art. 212, derde lid oud BW). Dit was vroeger anders: tot 1958 werd een vrouw immers handelingsonbekwaam als zij in het huwelijk trad. Echtgenoten hebben in principe een vrije beroepskeuze, die zowel inhoudt of men een beroep wil uitoefenen en welk beroep men wil uitoefenen (art. 216 oud BW).
Iedere echtgenoot ontvangt zijn inkomen apart (art. 217 oud BW) en draagt naar zijn vermogen bij in de lasten van het huwelijk (art. 221 oud BW). Ze zijn hoofdelijk gehouden tot de schulden die men aangaat ten behoeve van de huishouding en de opvoeding van de kinderen (art. 222 oud BW).
Tevens kan iedere echtgenoot zonder toestemming van de andere een depositorekening openen of een brandkast huren (art. 218 oud BW).
Een belangrijke bepaling uit het primair huwelijksvermogensrecht is de bescherming van de voornaamste gezinswoning. De ene echtgenoot kan immers niet beschikken over deze woning, zonder de instemming van de andere (art. 215, §1, eerste lid oud BW). Men kan de voornaamste gezinswoning dus bijvoorbeeld niet eenzijdig verkopen of er een hypotheek op vestigen. Dezelfde bescherming geldt voor het aldaar aanwezige huisraad (art. 215, §1, tweede lid oud BW).

##### Secundair huwelijksvermogensrecht
Het wettelijk stelsel naar Belgisch recht is een stelsel van gemeenschap van aanwinsten. In een huwelijksovereenkomst kunnen echtgenoten dit echter moduleren tot een stelsel van gemeenschap van goederen of een stelsel van scheiding van goederen.
In het wettelijk stelsel spelen er drie vermogens: het eigen vermogen van iedere echtgenoot en het gemeenschappelijk vermogen (art. 2.3.16 BW). Het Burgerlijk Wetboek bevat een regeling om te bepalen tot welk van deze drie vermogens de goederen van de echtgenoten behoren.
Iedere echtgenoot bestuurt zijn eigen vermogen alleen (art. 2.3.39 BW). Uitzondering hierop is de hoger genoemde bescherming van de voornaamste gezinswoning en het aldaar aanwezige huisraad (art. 215 oud BW). Beide echtgenoten zijn bevoegd om het gemeenschappelijk vermogen te besturen (art. 2.3.30 BW).
Het wettelijk stelsel neemt overeenkomstig art. 2.3.41 BW een einde bij:
- het overlijden van een echtgenoot;
- de echtscheiding;
- de scheiding van tafel en bed;
- de gerechtelijke scheiding van goederen;
- en de overgang naar een ander huwelijksstelsel.

Slechts in de eerste drie gevallen gaat een ontbinding van het wettelijk stelsel gepaard met een ontbinding van het huwelijk.
Het Belgisch huwelijksvermogensrecht werd ingrijpend hervormd door de wet van 22 juli 2018. In 2022 werden de regels van het huwelijksvermogensrecht overgeheveld van het Oud Burgerlijk Wetboek naar boek 2, titel 3 van het Burgerlijk Wetboek.

#### Samenwoningsvermogensrecht
Sinds de wet van 23 november 1998 kent het Belgisch recht de rechtsfiguur van de wettelijke samenwoning.
Het samenwoningsvermogensrecht heeft enkel betrekking op wettelijk samenwonenden, niet op feitelijk samenwonenden. De wettelijke bescherming van samenwonenden is minder verregaand dan de bescherming van echtgenoten.
Het Oud Burgerlijk Wetboek definieert de wettelijke samenwoning als "de toestand van samenleven van twee personen die een verklaring van wettelijke samenwoning hebben afgelegd" (art. 1475 oud BW).

### Erfrecht
Erfenissen vallen open door het overlijden (art. 4.1 BW). Om te kunnen erven moet men de erflater overleven (art. 4.5, eerste lid BW).

#### Evolutie
Naar aanleiding van het arrest-Marckx in 1979 werd het huwelijksvermogensrecht en het erfrecht grondig hervormd door de wet van 14 juli 1976.
Het erfrecht werd ingrijpend gewijzigd door volgende wetten:
- de wet van 14 juli 1976 betreffende de wederzijdse rechten en verplichtingen van echtgenoten en de huwelijksvermogensstelsels;
- de wet van 14 mei 1981 tot wijziging van het erfrecht van de langstlevende echtgenoot;
- de wet van 31 juli 2017 tot wijziging van het Burgerlijk Wetboek wat de erfenissen en de giften betreft en tot wijziging van diverse andere bepalingen ter zake;
- de wet van 22 juli 2018 tot wijziging van het Burgerlijk Wetboek en diverse andere bepalingen wat het huwelijksvermogensrecht betreft en tot wijziging van de wet van 31 juli 2017 tot wijziging van het Burgerlijk Wetboek wat de erfenissen en de giften betreft en tot wijziging van diverse bepalingen ter zake (Wet Huwelijksvermogensrecht 2018).

In 2022 werden de regels van het erfrecht overgeheveld van het Oud Burgerlijk Wetboek naar boek 4 van het Burgerlijk Wetboek.
Erfrecht is niet te verwarren met het erfpachtrecht, dat een zakelijk recht is en geen rechtstak.

#### Erfovereenkomsten
Een erfovereenkomst is in de regel verboden, tenzij de wet het toestaat (art. 4.242, §1 BW).

### Giftenrecht
Naar Belgisch recht zijn er twee vormen van giften: de schenking en het testament (art. 4.132, §1, eerste lid BW).
Om te mogen schenken of te mogen testeren moet men gezond van geest zijn (art. 4.136 BW).
In principe kan iedereen schenkingen doen en testamenten opmaken (art. 4.135 BW). Dit valt echter te nuanceren met enkele rechtsonbekwaamheden. Minderjarigen kunnen niet schenken, maar wel testeren en dat vanaf de leeftijd van zestien jaar (art. 4.138 BW). Voogden kunnen geen schenkingen ontvangen van hun pupil tot zolang de vergoedingsrekeningen niet zijn opgemaakt (art. 4.140 BW). Personen die een gerechtelijk mandaat uitoefenen over of bewindvoerder zijn van meerderjarige beschermde personen, kunnen evenmin giften ontvangen van zulke personen (art. 4.141 BW). Artsen en verpleegkundigen kunnen geen schenkingen ontvangen en niet erven van hun patiënten die ze verzorgd hebben tijdens hun laatste ziekte (art. 4.142, eerste lid BW). Dezelfde beperking geldt voor personeelsleden van rusthuizen en voor de bedienaren van de erediensten (art. 4.142, tweede en vierde lid BW). Deze onbekwaamheden kan men niet ontwijken door giften via tussenpersonen (art. 4.144 BW).

#### Schenkingen
Een schenking onder de levenden is een akte waarbij de schenker zich dadelijk en onherroepelijk van de geschonken zaak ontdoet, ten voordele van de begiftigde, die ze aanneemt (art. 4.132, §2 BW).

#### Testamenten
Een testament is een akte waarbij de erflater, voor de tijd dat hij niet meer in leven zal zijn, over het geheel of over een deel van zijn goederen beschikt, en die hij kan herroepen (art. 4.132, §3 BW).
Een minderjarige kan testeren vanaf de leeftijd van zestien jaar (art. 4.138 BW).
Er zijn naar Belgisch recht drie soorten testamenten:
- een notarieel testament;
- een eigenhandig testament;
- en een internationaal testament.